# Mohammad Ali Foroughi
Mohammad Ali Foroughi Zoka-ol-Molk (1 de janeiro de 1877 - 26 de novembro de 1942) (em persa: محمدعلی فروغی ذكاءالملک) foi professor, diplomata, escritor, político e três vezes primeiro-ministro do Irão.

## Juventude e educação
Foroughi nasceu em Teerão numa uma família dedicada em comércio de Isfahan. Um dos seus antepassado, Mirza Abutorab, foi o representante de Isfahan na planície de Mugan durante a coroação de Nader Shah Afshar. Seu avô, Mohammad Mehdi Arbab Isfahani, estava entre os comerciantes mais influentes de Isfahan e era hábil em história e em geografia. Seu pai Mohammad Hosein Foroughi foi o tradutor do Shah em árabe e em francês. Ele também era um poeta e publicou um jornal chamado Tarbiat. Muitas fontes alegaram que os ancestrais de Foroughi eram judeus de Bagdade que vieram a Isfahan e se converteram ao islamismo. Durante a ocupação do Irão na Segunda Guerra Mundial, a Alemanha Nazi frequentemente enfatizou essa suposta ascendência judaica em transmissões de rádio. Durante seu início de vida, Foroughi estudou na Casa das Ciências em Teerão.

## Carreira

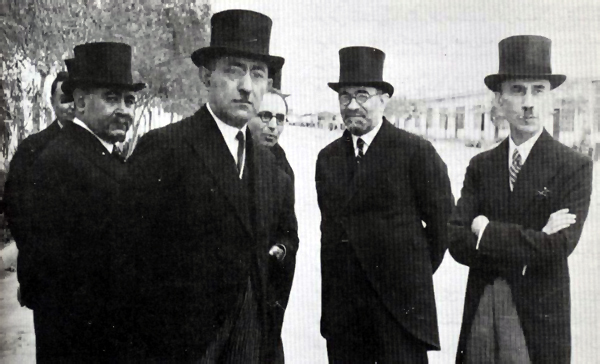
Foroughi com Ali Mansour, Mostafa Gholibayat, Aliakbar Davar e Mahmoud Jam

Em 1907 o pai de Foroughi morreu e, assim, Foroughi herdou o título de Zoka-ol-Molk. Durante o mesmo ano, Foroughi tornou-se decano da Faculdade de Ciências Políticas. Em 1909, ele entrou na política como membro do Majlis (Parlamento), representando Teerão. Posteriormente, tornou-se discursador da casa e depois ministro em vários gabinetes, bem como primeiro-ministro por três vezes e, uma vez, como primeiro-ministro em exercício, quando Reza Khan renunciou como primeiro-ministro a assumiu a coroa como Reza Shah. Em 1912, ele se tornou o presidente do Supremo Tribunal Iraniano. Mais tarde, ele foi nomeado primeiro-ministro e demitido em 1935 devido ao pai do genro, Muhammad Vali Asadi, ter-se envolvido numa alegada participação na revolta em Mashhad contra as reformas implementadas por Reza Shah.

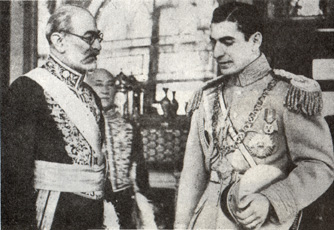
Foroughi na corte de Mohammad Reza Pahlavi

No entanto, mais tarde, Foroughi recuperou seu status e se tornou primeiro-ministro durante a fase inicial do reinado de Mohammad Reza Pahlavi. Foroughi como primeiro-ministro foi fundamental para que Mohammad Reza Pahlavi se proclamasse como rei depois que seu pai, Reza Shah, foi forçado a abdicar (16 de setembro de 1941) e ter sido exilado pelas forças aliadas do Reino Unido e da União Soviética durante a Segunda Guerra Mundial. Após o colapso de seu gabinete, ele foi nomeado Ministro da Corte e depois nomeado embaixador do Irão nos Estados Unidos da América, mas morreu em Teerão aos 65 anos antes de poder assumir a posto. Foroughi é conhecido por ser um mason.

## Livros
A História do Irão,
A História dos Antigos Povos do Leste,
Uma Pequena História da Roma Antiga,
Etiqueta Constitucional,
Um Curso Conciso em Física,
Pensamentos Rebuscados,
A Sabedoria de Sócrates,
A História da Filosofia na Europa,
A Minha Mensagem para a Academia de Linguagem (Farhangestan),
As Regras da Oratória ou a Técnica da Fala,